# アスンシオン
ヌエストラ・セニョーラ・サンタ・マリア・デ・ラ・アスンシオン（スペイン語: Nuestra Señora Santa María de la Asunción）、またはアスンシオン市（スペイン語: Ciudad de Asunción、グアラニー語: Táva Paraguay）は、パラグアイの首都。郊外の都市とともに、人口200万人を超すアスンシオン都市圏を形成する。名前は「聖母の被昇天　(Asunción de María)」に由来する。アメリカ合衆国の首都のワシントンD.C.などと同じくアスンシオンはパラグアイのどの州にも属さない特別区になっている。高度は約53m。

## 概要

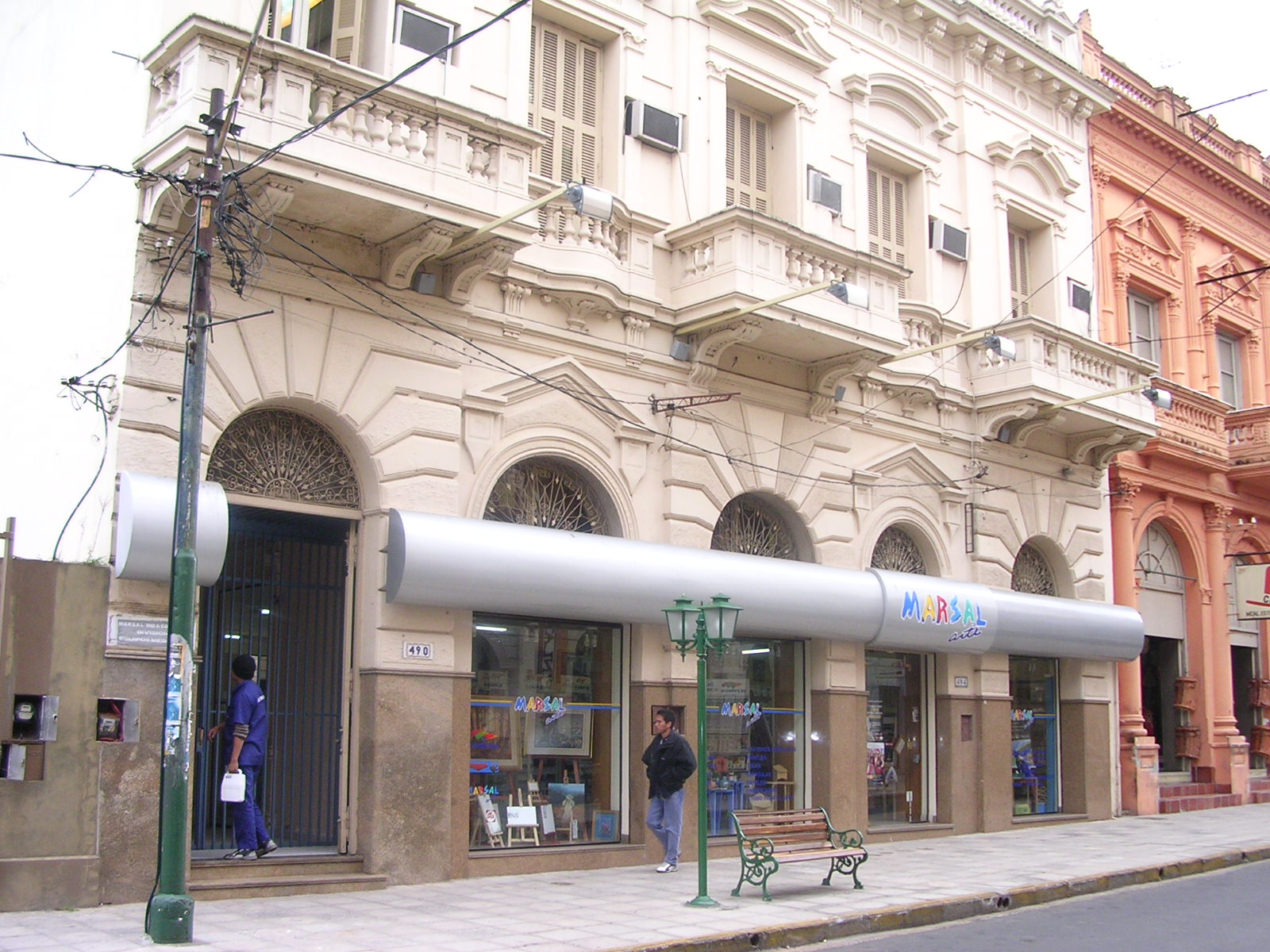
中心部カレパルマ通り

パラグアイ川の東岸に位置し、港が設置されている。市の中心付近には高層建築が見られるがそれ以外には10階以上の建築物は少ない。
Mercer Human Resource Consultingの発表によると、5年連続で世界一物価の安い都市となっている。（2007年現在）

## 歴史

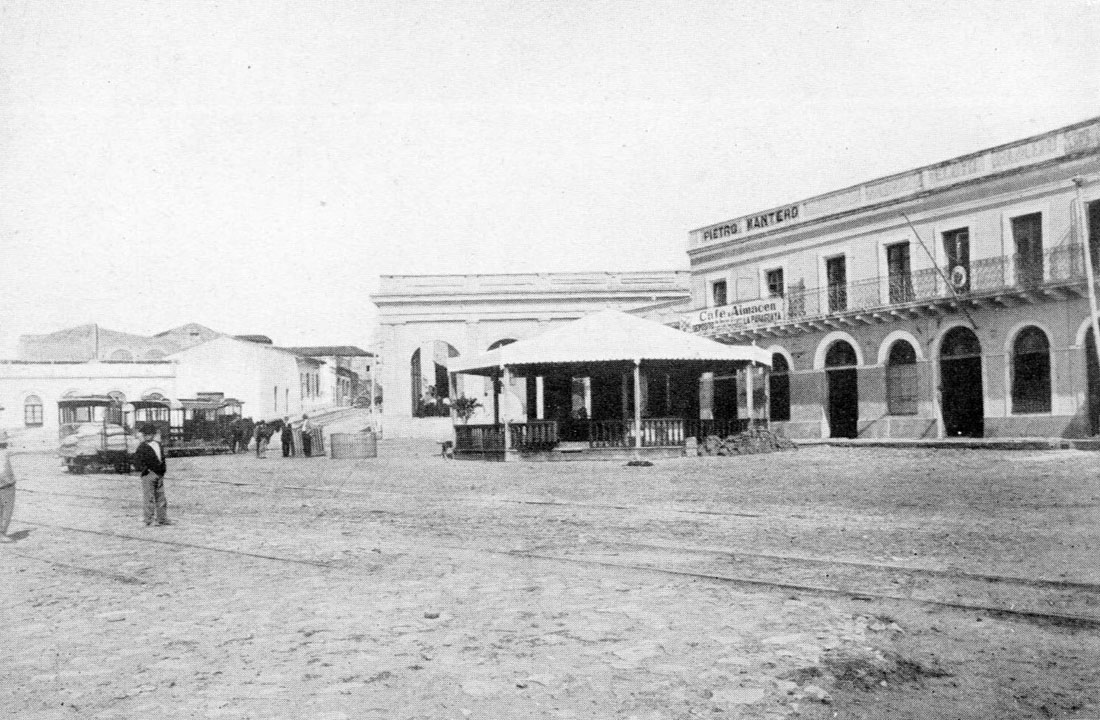
1892年のダウンタウン

1537年に、ラプラタ川からアルト・ペルー（現在のボリビア）への陸路を探す遠征の途上に、フアン・デ・サラサール (Juan de Salazar) らによって建設された。当初は砦であり、1541年に先住民の攻撃のため放棄されたブエノスアイレスからの避難者を迎え、市としての体裁が整えられた。市は南米の都市の中でも歴史の古い部類に属し、スペイン人やクリオーリョたちに大陸中南部の征服と植民地建設の足掛かりを提供した。同市からの植民団がラプラタ川流域内外の広い範囲に都市を建設したため、諸都市の母 (Madre de Ciudades) と呼ばれる。
1731年アンテケラ=イ=カストロ (José de Antequera y Castro) の率いる市民がスペインの支配に対して蜂起した。
三国同盟戦争（1865年-1870年）中の1869年、市はブラジルの軍隊に占領され、首都はルケに、さらにそこも危険になると60kmほど東のピリベブィ (Piribebuy) に移転した。戦後、ロペス政権によって国外に追放されたりヨーロッパに留学したりしていた人々が帰国し、ブラジルの傀儡政権を立てた。国の成人男性が戦死・病死・無差別な殺戮によって著しく減少していたからである。ブラジル軍の占領は1876年まで続いた。

### アスンシオンからの植民団により建設された主な都市
- サンタ・クルス・デ・ラ・シエラ（ボリビア）1561年
- サンタフェ（アルゼンチン）1573年
- ブエノスアイレス（アルゼンチン）1580年（再建）
- コリエンテス（アルゼンチン）1588年
- コンセプシオン（パラグアイ）1620年

## 隣接する県
- プレシデンテ・アイェス県
- 中央県
- フォルモサ州

## 気候
アスンシオンは、温暖湿潤気候と熱帯気候の境界線にあり、暑くて湿度の高い夏と、温和な冬に特徴がある。夏の相対湿度は高く、熱指数は実際の気温よりも高い。
年間平均気温は、23 °C (74°F)であり、年間平均降水量は1,400 mmで、年に80日以上雨が降る。
アスンシオンは、4月と9月の間にとても短い乾季があるが、最も気温が低いのは6月と7月である。それ以外の時期は雨季である。 
| アスンシオン (1971-2000)の気候                                             | アスンシオン (1971-2000)の気候 | アスンシオン (1971-2000)の気候 | アスンシオン (1971-2000)の気候 | アスンシオン (1971-2000)の気候 | アスンシオン (1971-2000)の気候 | アスンシオン (1971-2000)の気候 | アスンシオン (1971-2000)の気候 | アスンシオン (1971-2000)の気候 | アスンシオン (1971-2000)の気候 | アスンシオン (1971-2000)の気候 | アスンシオン (1971-2000)の気候 | アスンシオン (1971-2000)の気候 | アスンシオン (1971-2000)の気候 |
| 月                                                                         | 1月                            | 2月                            | 3月                            | 4月                            | 5月                            | 6月                            | 7月                            | 8月                            | 9月                            | 10月                           | 11月                           | 12月                           | 年                             |
| -------------------------------------------------------------------------- | ------------------------------ | ------------------------------ | ------------------------------ | ------------------------------ | ------------------------------ | ------------------------------ | ------------------------------ | ------------------------------ | ------------------------------ | ------------------------------ | ------------------------------ | ------------------------------ | ------------------------------ |
| 最高気温記録 °C （°F）                                                     | 42.0 (107.6)                   | 39.6 (103.3)                   | 39.6 (103.3)                   | 36.4 (97.5)                    | 33.4 (92.1)                    | 32.4 (90.3)                    | 34.0 (93.2)                    | 36.0 (96.8)                    | 39.6 (103.3)                   | 41.8 (107.2)                   | 40.2 (104.4)                   | 41.7 (107.1)                   | 42.0 (107.6)                   |
| 平均最高気温 °C （°F）                                                     | 33.5 (92.3)                    | 32.6 (90.7)                    | 31.6 (88.9)                    | 28.4 (83.1)                    | 25.0 (77)                      | 23.1 (73.6)                    | 23.2 (73.8)                    | 24.8 (76.6)                    | 26.4 (79.5)                    | 29.2 (84.6)                    | 30.7 (87.3)                    | 32.3 (90.1)                    | 28.4 (83.13)                   |
| 日平均気温 °C （°F）                                                       | 28 (82)                        | 27 (81)                        | 26 (79)                        | 23 (73)                        | 20 (68)                        | 18 (64)                        | 18 (64)                        | 19 (66)                        | 21 (70)                        | 24 (75)                        | 25 (77)                        | 27 (81)                        | 23 (73.3)                      |
| 平均最低気温 °C （°F）                                                     | 22.8 (73)                      | 22.3 (72.1)                    | 21.3 (70.3)                    | 18.6 (65.5)                    | 15.7 (60.3)                    | 13.8 (56.8)                    | 13.1 (55.6)                    | 14.3 (57.7)                    | 15.9 (60.6)                    | 18.6 (65.5)                    | 20.1 (68.2)                    | 21.8 (71.2)                    | 18.19 (64.73)                  |
| 最低気温記録 °C （°F）                                                     | 12.4 (54.3)                    | 12.5 (54.5)                    | 9.4 (48.9)                     | 8.0 (46.4)                     | 2.6 (36.7)                     | −1.2 (29.8)                    | −0.6 (30.9)                    | 0.0 (32)                       | 3.6 (38.5)                     | 7.0 (44.6)                     | 8.8 (47.8)                     | 10.0 (50)                      | −1.2 (29.8)                    |
| 雨量 mm （inch）                                                           | 147.2 (5.795)                  | 129.2 (5.087)                  | 117.9 (4.642)                  | 166.0 (6.535)                  | 113.3 (4.461)                  | 82.4 (3.244)                   | 39.4 (1.551)                   | 72.6 (2.858)                   | 87.7 (3.453)                   | 130.8 (5.15)                   | 164.4 (6.472)                  | 150.3 (5.917)                  | 1,401.2 (55.165)               |
| 平均降水日数 （≥1.0 mm）                                                   | 8                              | 7                              | 7                              | 8                              | 7                              | 7                              | 4                              | 5                              | 6                              | 8                              | 8                              | 8                              | 83                             |
| % 湿度                                                                     | 68                             | 71                             | 72                             | 75                             | 76                             | 76                             | 70                             | 70                             | 66                             | 67                             | 67                             | 68                             | 70                             |
| 平均月間日照時間                                                           | 276                            | 246                            | 254                            | 228                            | 205                            | 165                            | 195                            | 223                            | 204                            | 242                            | 270                            | 295                            | 2,803                          |
| 出典1：World Meteorological Organization                                   |                                |                                |                                |                                |                                |                                |                                |                                |                                |                                |                                |                                |                                |
| 出典2：NOAA updated to 9/2012., Danish Meteorological Institute (sun only) |                                |                                |                                |                                |                                |                                |                                |                                |                                |                                |                                |                                |                                |

## 交通
- シルビオ・ペッティロッシ国際空港：同市の北東約20kmの近郊のルケにある。パラグアイ最大の空港である。
- 市内の公共交通は専らバスが使用される。郊外に大きなバスターミナルが存在し、シウダ・デル・エステなど同国内の主要都市や近隣諸国の主要都市とを結ぶバスが頻繁に発着している。市街中心地とバスターミナルを結ぶ路線バスは同市でもっとも大きな市場であるメルカド4を経由する。
- 一部地区には路面電車も存在するが運休している。鉄道はアスンシオン－アレグア間、アスンシオン－エンカルナシオン間に存在するが、ウパカライ (Ypacaraí) - サプカイ (Sapucaí) 間のみ運行の不定期の観光列車を除き貨物列車が主力。この鉄道は新たにLRT（ライトレール路線）として生まれ変わる計画が進んでいる。

## 姉妹都市
- イキケ、チリ
- 千葉市、日本
- ブエノスアイレス、アルゼンチン
- レシステンシア、アルゼンチン
- カンピーナス、ブラジル
- サンパウロ、ブラジル
- クリチバ、ブラジル
- マドリード、スペイン
- ボゴタ、コロンビア
- プエブラ、メキシコ
- ラパス、ボリビア
- カラカス、ベネズエラ
- 台北市、台湾
- モンテビデオ、ウルグアイ

## 画像

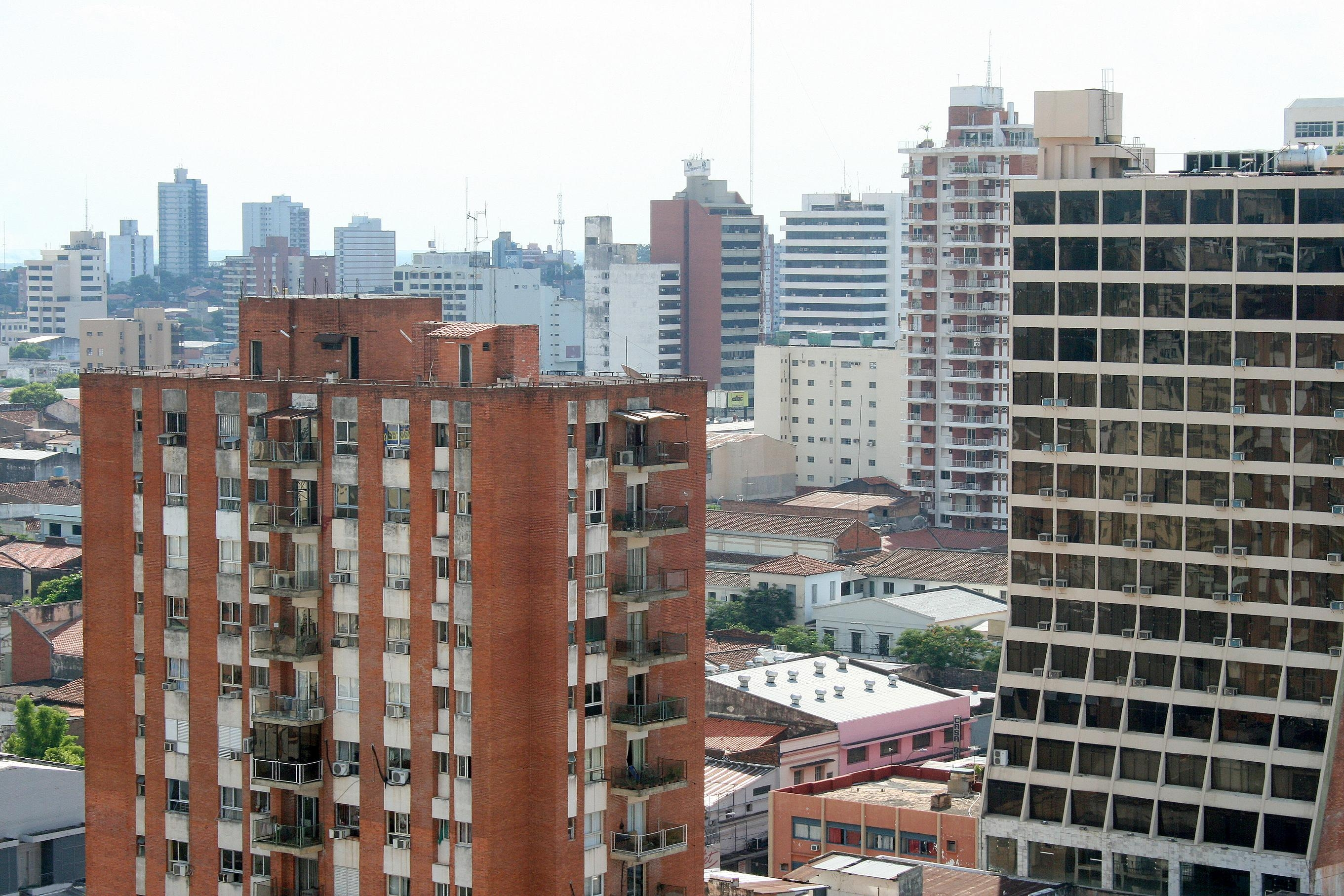
中心街
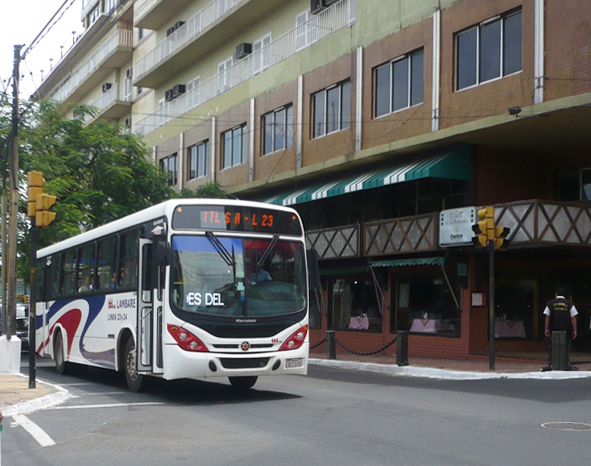
ダウンタウンを走る市バス
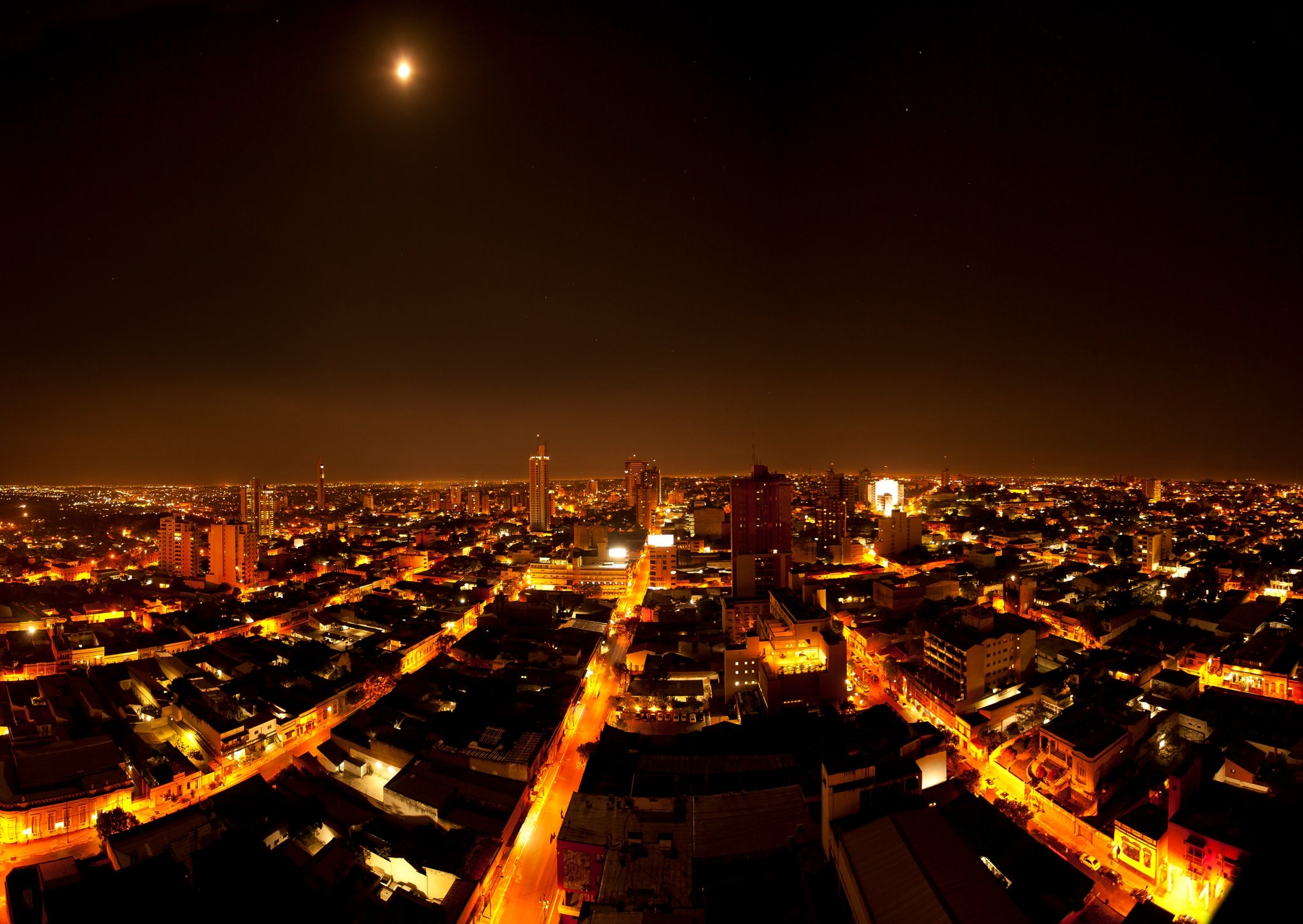
夜景
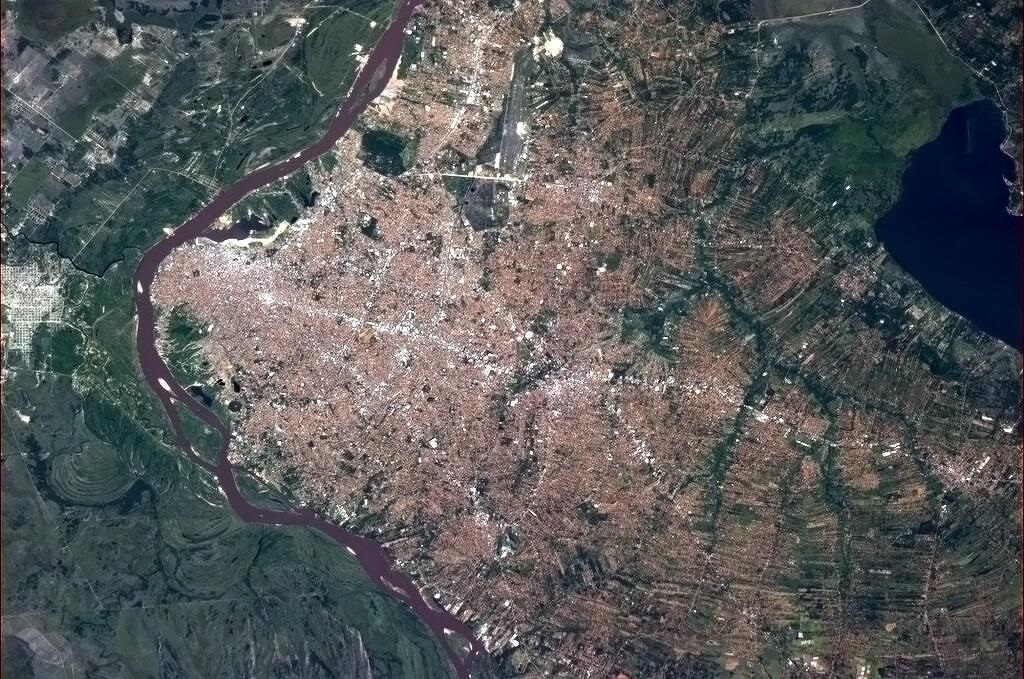
衛星写真
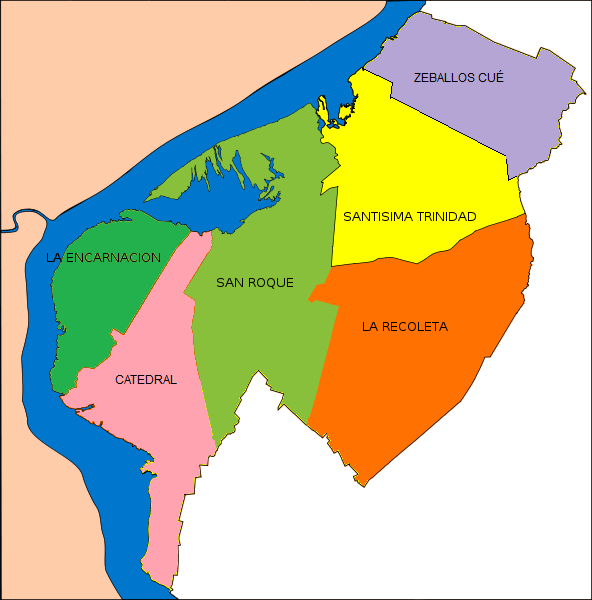
市内の行政区域
主要な幹線道路図